# Crossley-földirigó
A Crossley-földirigó (Geokichla crossleyi)  a madarak osztályának verébalakúak (Passeriformes) rendjébe és a rigófélék (Turdidae) családjába tartozó faj.

## Rendszerezése
A fajt Richard Bowdler Sharpe angol ornitológus írta le 1871-ben, a Turdus nembe Turdus crossleyi néven. Sorolták a Zoothera nembe Zoothera crossleyi néven is.

## Alfajai
- Geokichla crossleyi crossleyi (Sharpe, 1871) - Nigéria, Kamerun, a Kongói Köztársaság és a a Kongói Demokratikus Köztársaság nyugati része
- Geokichla crossleyi pilettei (Schouteden, 1918) - a Kongói Demokratikus Köztársaság keleti része[2]

## Előfordulása
Afrika középső részén, Kamerun, a Kongói Demokratikus Köztársaság, a Kongói Köztársaság és Nigéria területén honos. Természetes élőhelyei a szubtrópusi vagy trópusi hegyi esőerdők, folyók és patakok közelében. Állandó, nem vonuló faj.

## Megjelenése
Testhossza 21 centiméter, testtömege 63-82 gramm.

## Életmódja
Főleg rovarokkal táplálkozik, de magvakat is fogyaszt.

## Természetvédelmi helyzete
Az elterjedési területe még nagy, viszont töredezett és az emberi tevékenység miatt gyorsan csökken, egyedszáma szintén csökken. A Természetvédelmi Világszövetség Vörös listáján mérsékelten fenyegetett fajként szerepel.